# Temporada 2009-2010 del FC Barcelona (femení)
La temporada 2009-10 és la 22a en la història del Futbol Club Barcelona, i la 13a temporada del club en la màxima categoria del futbol espanyol.

## Desenvolupament de la temporada
Les jugadores queden segones classificades a la 1a fase Grup B de la Superlliga obtenint plaça per competir pel títol; a la 2a fase Grup A queden 5s classificades.
Aquesta plaça els dona plaça per disputar la Copa de la Reina de la qual queden en tercera posició.
La Copa Catalunya es guanya per primer cop als penals contra el Reial Club Deportiu Espanyol.
Mari Paz Vilas va marcar el 25 d'abril de 2010 contra el Zaragoza Club de Fútbol Femenino el gol 1000 del club a la Lliga.

## Jugadores i cos tècnic

### Plantilla
La plantilla i el cos tècnic del primer equip per a l'actual temporada són els següents:
| N. | Pos. | Nac. | Jugador                    |
| -- | ---- | --- | -------------------------- |
| —  | POR  | [[Fitxer:Flag of Catalonia.svg\|23x15px\|border \|alt=Catalunya\|link=Selecció de futbol de Catalunya\|{{#if:\|]]                        | Laura Ràfols               |
| —  | POR  | [[Fitxer:Flag of the Basque Country.svg\|23x15px\|border \|alt=País Basc\|link=Selecció de futbol del País Basc\|{{#if:\|]]              | Elixabete Sarasola         |
| —  | DEF  | [[Fitxer:Flag of Catalonia.svg\|23x15px\|border \|alt=Catalunya\|link=Selecció de futbol de Catalunya\|{{#if:\|]]                        | Ana María Escribano        |
| —  | DEF  | [[Fitxer:Flag of the Basque Country.svg\|23x15px\|border \|alt=País Basc\|link=Selecció de futbol del País Basc\|{{#if:\|]]              | Laura Gómez                |
| —  | DEF  | [[Fitxer:Flag of Spain.svg\|23x15px\|border \|alt=Espanya\|link=Selecció de futbol d'Espanya\|{{#if:\|]]                                 | Rocío López                |
| —  | DEF  | [[Fitxer:Flag of Spain.svg\|23x15px\|border \|alt=Espanya\|link=Selecció de futbol d'Espanya\|{{#if:\|]]                                 | Marta Unzué                |
| —  | DEF  | [[Fitxer:Flag of Spain.svg\|23x15px\|border \|alt=Espanya\|link=Selecció de futbol d'Espanya\|{{#if:\|]]                                 | Melanie Serrano            |
| —  | DEF  | [[Fitxer:Flag of Catalonia.svg\|23x15px\|border \|alt=Catalunya\|link=Selecció de futbol de Catalunya\|{{#if:\|]]                        | Esther Romero              |
| —  | DEF  | [[Fitxer:Flag of the Balearic Islands.svg\|23x15px\|border \|alt=Illes Balears\|link=Selecció de futbol de les Illes Balears\|{{#if:\|]] | Clara Villanueva           |
| —  | DEF  | [[Fitxer:Flag of Catalonia.svg\|23x15px\|border \|alt=Catalunya\|link=Selecció de futbol de Catalunya\|{{#if:\|]]                        | Laura Bonaventura "Mixeta" |
| —  | DEF  | [[Fitxer:Flag of Catalonia.svg\|23x15px\|border \|alt=Catalunya\|link=Selecció de futbol de Catalunya\|{{#if:\|]]                        | Marina Torras              |

| N. | Pos. | Nac. | Jugador            |
| -- | ---- | --- | ------------------ |
| —  | MIG  | [[Fitxer:Flag of Catalonia.svg\|23x15px\|border \|alt=Catalunya\|link=Selecció de futbol de Catalunya\|{{#if:\|]]                   | Vicky Losada       |
| —  | MIG  | [[Fitxer:Flag of Catalonia.svg\|23x15px\|border \|alt=Catalunya\|link=Selecció de futbol de Catalunya\|{{#if:\|]]                   | Noemí Rubio        |
| —  | MIG  | [[Fitxer:Flag of Catalonia.svg\|23x15px\|border \|alt=Catalunya\|link=Selecció de futbol de Catalunya\|{{#if:\|]]                   | Carol Férez        |
| —  | MIG  | [[Fitxer:Flag of the Canary Islands.svg\|23x15px\|border \|alt=Illes Canàries\|link=Selecció de futbol d'Illes Canàries\|{{#if:\|]] | Silvia Doblado     |
| —  | MIG  | [[Fitxer:Flag of Andalucía.svg\|23x15px\|border \|alt=Andalusia\|link=Selecció de futbol d'Andalusia\|{{#if:\|]]                    | Alicia Fuentes     |
| —  | DAV  | [[Fitxer:Flag of Spain.svg\|23x15px\|border \|alt=Espanya\|link=Selecció de futbol d'Espanya\|{{#if:\|]]                            | Mari Paz Vilas     |
| —  | DAV  | [[Fitxer:Flag of the Basque Country.svg\|23x15px\|border \|alt=País Basc\|link=Selecció de futbol del País Basc\|{{#if:\|]]         | Elba Unzué         |
| —  | DAV  | [[Fitxer:Flag of Catalonia.svg\|23x15px\|border \|alt=Catalunya\|link=Selecció de futbol de Catalunya\|{{#if:\|]]                   | Marta Cubí         |
| —  | DAV  | [[Fitxer:Flag of Catalonia.svg\|23x15px\|border \|alt=Catalunya\|link=Selecció de futbol de Catalunya\|{{#if:\|]]                   | Marta Liria "Lilo" |
| —  | DAV  | [[Fitxer:Flag of Catalonia.svg\|23x15px\|border \|alt=Catalunya\|link=Selecció de futbol de Catalunya\|{{#if:\|]]                   | Anna Riera         |

FC Barcelona Femení B
| N. | Pos. | Nac. | Jugador              |
| -- | ---- | --- | -------------------- |
| —  | DEF  | [[Fitxer:Flag of Catalonia.svg\|23x15px\|border \|alt=Catalunya\|link=Selecció de futbol de Catalunya\|{{#if:\|]] | Anna Márquez "Anita" |

| N. | Pos. | Nac. | Jugador     |
| -- | ---- | --- | ----------- |
| —  | DAV  | [[Fitxer:Flag of Catalonia.svg\|23x15px\|border \|alt=Catalunya\|link=Selecció de futbol de Catalunya\|{{#if:\|]] | Olga García |

#### Altes
Elixabete Sarasola, Noemí Rubio, Rocío López, Carol Férez, Marta Cubí i Anna Riera.

#### Baixes
Cristina Molina, Sheila Sanchón, Paulina Ferré, Silvia Vila, Jessica Todo, Marta Yánez, Laura Carriba, Aida Garcia i Patricia Martínez.

### Cos tècnic
- Entrenador: Xavi Llorens

## Partits
Victòria       Empat       Derrota

### Torneig Sport Mundi
| 22 d'agost de 2009 | Reial Societat (femení) | 0-0 | FC Barcelona (femení) | Hondarribia, País Basc |  |
| Semifinals         |                         |     |                       |                        |  |

| 23 d'agost de 2009 | Llevant Unió Esportiva (femení) | 2-1 | FC Barcelona (femení) | Irun, País Basc         |  |
| Final              |                                 |     |                       | Stadium Gal País Basc · |  |

### Copa Catalunya
| 28 d'agost de 2009 | FC Barcelona (femení) | 6-0 | FC Les Preses (femení) | L'Estartit, Catalunya                               |  |
| Semifinal          | 1-0, Marta Cubí (3’); 2-0, Anna Riera (19’); 3-0, Vicky Losada (23’); 4-0, Alicia (49’); 5-0, Clara Villanueva (61’); 6-0, Laura Bonaventura (67’) |     |                        | Municipal de l'Estartit Catalunya · Òscar Sauleda · |  |

| 30 d'agost de 2009 | FC Barcelona (femení)                                            | 3-3 \| Victòria als penals (7-6) | RCD Espanyol (femení)                                                     | L'Estartit, Catalunya                                              |  |
| Final              | 1-2, Marta Cubí (20’); 2-2, Melanie (65’); 3-2, Marta Cubí (71’) |                                  | 0-1, Torrejón (13’), 0-2, Joana Montouto (16’); 3-3, Sara Serna (p) (80’) | Municipal de L'Estartit Catalunya · José Emilio Sánchez Aparicio · |  |

### Lliga
1a Fase Grup B
| 6 de setembre de 2009 | FC Barcelona (femení)                                   | 3-1      | UD Collerense        | Sant Joan Despí, Catalunya                                    |  |
| Jornada 1             | 1-0 Melanie Serrano 7', 2-1 Marta Cubí 70', 3-1 Ani 90' | Informe] | 1-1 Pili Espadas 51' | Ciutat Esportiva Joan Gamper Catalunya · Jordi Liarte Pérez · |  |

| 13 setembre 2009 | Real Murcia Club de Fútbol (femení) | Descansa (equip retirat) | FC Barcelona (femení) |  |  |
| Jornada 2        |                                     |                          |                       |  |  |

| 27 de setembre de 2009 | Club Gimnàstic de Tarragona (femení) | 0-4 | FC Barcelona (femení)                                                                   | Tarragona, Catalunya                                   |  |
| Jornada 3              |                                      |     | 0-1 Marta Cubí 30', 0-2 Melanie Serrano 40', 0-3 Vicky Losada 75', 0-4 Vicky Losada 77' | Estadi Sant Pere i Sant Pau Catalunya · Pablo Querol · |  |

| 4 d'octubre de 2009 | FC Barcelona (femení) | 1-0 | Unió Esportiva L'Estartit (femení) | Sant Joan Despí, Catalunya                               |  |
| Jornada 4           | 1-0 Vicky Losada 90'  |     |                                    | Ciutat Esportiva Joan Gamper Catalunya · Josep Barrera · |  |

| 11 d'octubre de 2009 | València Fèmines Club de Futbol | 0-2 | FC Barcelona (femení)              | València, Comunitat Valenciana    |  |
| Jornada 5            |                                 |     | 0-1 Elba 30'; 0-2 Vicky Losada 88' | El Planter Comunitat Valenciana · |  |

| 18 d'octubre de 2009 | FC Barcelona (femení) | 1-0 | Llevant Unió Esportiva (femení) | Sant Joan Despí, Catalunya                                |  |
| Jornada 6            | 1-0 Anna 28'          |     |                                 | Ciutat Esportiva Joan Gamper Catalunya · Gracia Álvarez · |  |

| 31 d'octubre de 2009 | RCD Espanyol (femení) | 1-1 | FC Barcelona (femení) | Sant Adrià del Besòs, Catalunya                                  |  |
| Jornada 7            | 1-0 Chola 28'         |     | 1-1 Marta Unzué 94'   | Ciutat Esportiva de Sant Adrià Catalunya · Francesc Galán Baró · |  |

| 8 de novembre de 2009 | UD Collerense      | 1-0 | FC Barcelona (femení) | Palma, Mallorca                                                                  |  |
| Jornada 8             | 1-0 Torrecilla 68' |     |                       | Camp Municipal Coll d'en Rebassa Ca'n Caimari Illes Balears · Sebastián Ripoll · |  |

| 15 novembre 2009 | FC Barcelona (femení) | Descansa (equip retirat) | Real Murcia Club de Fútbol (femení) |  |  |
| Jornada 9        |                       |                          |                                     |  |  |

| 29 de novembre de 2009 | FC Barcelona (femení)                                                                                  | 7-0 | Club Gimnàstic de Tarragona (femení) | Sant Joan Despí, Catalunya                                |  |
| Jornada 10             | 1-0 Elba 19', 2-0 Unzué 40', 3-0 Noemí 44', 4-0 Clara 78', 5-0 Carol 82', 6-0 Carol 84', 7-0 Unzué 88' |     |                                      | Ciutat Esportiva Joan Gamper Catalunya · Ávalos Barrera · |  |

| 5 de desembre de 2009 | Unió Esportiva L'Estartit (femení) | 1-2 | FC Barcelona (femení)              | L'Estartit, Torroella de Montgrí, Catalunya |  |
| Jornada 11            | 1-0 Maribel 15'                    |     | 1-1 Alicia 53', 1-2 Marta Cubí 62' | Camp Municipal Catalunya · Brunner López ·  |  |

| 8 de desembre de 2009 | FC Barcelona (femení)                                                         | 4-1 | València Fèmines Club de Futbol | Sant Joan Despí, Catalunya                               |  |
| Jornada 12            | 1-1 Marta Cubí 65', 2-1 Marta Cubí 67', 3-1 Melanie Serrano 75', 4-1 Anna 90' |     | 0-1 Aran 15'                    | Ciutat Esportiva Joan Gamper Catalunya · Albert Ávalos · |  |

| 13 de desembre de 2009 | Llevant Unió Esportiva (femení) | 0-0 | FC Barcelona (femení) | València, Comunitat Valenciana                                    |  |
| Jornada 13             |                                 |     |                       | Poliesportiu de Nazaret Comunitat Valenciana · Monfort González · |  |

| 20 de desembre de 2009 | FC Barcelona (femení) | 1-2 | Reial Club Deportiu Espanyol de Barcelona | Sant Joan Despí, Catalunya                                           |  |
| Jornada 14             | 1-2 Marta Cubí 75'    |     | 0-1 Lara 30', 0-2 Conti 41'               | Ciutat Esportiva Joan Gamper Catalunya · Alejandro Fernández Pérez · |  |

2a Fase Grup A
| 10 de gener de 2010 | Atlético de Madrid (femení) | 0-0 | FC Barcelona (femení) | Majadahonda, Comunitat de Madrid                                      |  |
| Jornada 1           |                             |     |                       | Cerro del Espino Comunitat de Madrid · Luis Miguel Martínez Montoro · |  |

| 17 de gener de 2010 | FC Barcelona (femení)            | 2-0 | Athletic Club de Bilbao (femení) | Sant Joan Despí, Catalunya                                     |  |
| Jornada 2           | 1-0 Noemí 8', 2-0 Noemí 83' (p.) |     |                                  | Ciutat Esportiva Joan Gamper Catalunya · Raúl Calle Martínez · |  |

| 24 de gener de 2010 | Rayo Vallecano (femení)                                  | 3-1 | FC Barcelona (femení) | Madrid, Comunitat de Madrid                                               |  |
| Jornada 3           | 1-1 Natalia Pablos 65', 2-1 Gimbert 71', 3-1 Adriana 75' |     | 0-1 Marta Cubí 21'    | Nuestra Señora de la Torre Comunitat de Madrid · Carlos López Rodríguez · |  |

| 31 de gener de 2010 | FC Barcelona (femení) | 1-0 | Llevant Unió Esportiva (femení) | Sant Joan Despí, Catalunya                                    |  |
| Jornada 4           | 1-0 Marta Cubí 17'    |     |                                 | Ciutat Esportiva Joan Gamper Catalunya · Dídac Duran Peidro · |  |

| 7 de febrer de 2010 | FC Barcelona (femení)                                              | 4-0 | Reial Societat (femení) | Sant Joan Despí, Catalunya                                       |  |
| Jornada 5           | 1-0 Marta Cubí 12', 2-0 Lau 35', 3-0 Unzué 72', 4-0 Marta Cubí 92' |     |                         | Ciutat Esportiva Joan Gamper Catalunya · Abraham Martínez Sáez · |  |

| 14 de febrer de 2010 | RCD Espanyol (femení)                                                 | 4-0 | FC Barcelona (femení) | Sant Adrià del Besòs, Catalunya                                       |  |
| Jornada 6            | 1-0 Míriam 40', 2-0 Vero Boquete 60', 3-0 Conti 66', 4-0 Torrejón 69' |     |                       | Ciutat Esportiva de Sant Adrià Catalunya · Juan Manuel Martín Varas · |  |

| 21 de febrer de 2010 | FC Barcelona (femení)                           | 3-1 | Zaragoza Club de Fútbol Femenino | Sant Joan Despí, Catalunya                                       |  |
| Jornada 7            | 1-0 Unzué 10', 2-1 Lilo 48', 3-1 Marta Cubí 79' |     | 1-1 Marieta 14'                  | Ciutat Esportiva Joan Gamper Catalunya · Daniel Gracia Álvarez · |  |

| 28 de febrer de 2010 | FC Barcelona (femení) | 0-1 | Atlético de Madrid (femení) | Sant Joan Despí, Catalunya                                          |  |
| Jornada 8            |                       |     | 0-1 Pili 21'                | Ciutat Esportiva Joan Gamper Catalunya · Carlos Gallardo Martínez · |  |

| 7 de març de 2010 | Athletic Club de Bilbao (femení)                                          | 4-0 | FC Barcelona (femení) | Bilbao, País Basc                                            |  |
| Jornada 9         | 1-0 Gurutze 5', 2-0 Olabarrieta 15', 3-0 Irune Murua 35', 4-0 Gurutze 40' |     |                       | Instal·lacions de Lezama País Basc · Aimar Velasco Arbaiza · |  |

| 14 de març de 2010 | FC Barcelona (femení)   | 1-4 | Rayo Vallecano (femení)                                      | Sant Joan Despí, Catalunya                                          |  |
| Jornada 10         | 1-2 Melanie Serrano 29' |     | 0-1 Jade 10', 0-2 Adriana 20', 1-3 Adriana 57', 1-4 Soni 90' | Ciutat Esportiva Joan Gamper Catalunya · Carlos Rodríguez Enrique · |  |

| 21 de març de 2010 | Llevant Unió Esportiva (femení) | 0-0 | FC Barcelona (femení) | València, Comunitat Valenciana                                    |  |
| Jornada 11         |                                 |     |                       | Poliesportiu de Nazaret Comunitat Valenciana · Miguel Ros Calvo · |  |

| 11 d'abril de 2010 | Reial Societat (femení) | 1-3 | FC Barcelona (femení)                        | Zubieta, País Basc                                             |  |
| Jornada 12         | 1-0 Herrero 9'          |     | 1-1 Elba 14', 1-2 Mari Paz 85', 1-3 Lilo 91' | Instal·lacions de Zubieta País Basc · Jon Etxarri Los Santos · |  |

| 18 d'abril de 2010 | FC Barcelona (femení) | 0-2 | Reial Club Deportiu Espanyol de Barcelona | Sant Joan Despí, Catalunya                                        |  |
| Jornada 13         |                       |     | 0-1 Vero Boquete 14', 0-2 Torrejón 89'    | Ciutat Esportiva Joan Gamper Catalunya · Ramón Torralba Jiménez · |  |

| 25 d'abril de 2010 | Zaragoza Club de Fútbol Femenino    | 2-1 | FC Barcelona (femení) | Saragossa, Aragó                       |  |
| Jornada 14         | 1-1 Ana Borges 73', 2-1 Marieta 88' |     | 0-1 Mari Paz 37'      | Pedro Sancho Aragó · Mouhamed Ndiaye · |  |

### Copa de la Reina
| 2 de maig de 2010 | UD Collerense                       | 2-1 | FC Barcelona (femení) | Palma, Mallorca                                                                      |  |
| 1/8 final anada   | 1-0 Rafaela 19'; 2-0 Torrecilla 55' |     | 2-1 Lilo 57'          | Camp Municipal Coll d'en Rebassa Ca'n Caimari Illes Balears · Santos Arenas Cuesta · |  |

| 9 de maig de 2010 | FC Barcelona (femení)                   | 2-0 | UD Collerense | Sant Joan Despí, Catalunya                             |  |
| 1/8 final tornada | 1-0 Olga García 20'; 2-0 Marta Cubí 80' |     |               | Ciutat Esportiva Joan Gamper Catalunya · Tomás Baulo · |  |

| 16 de maig de 2010 | FC Barcelona (femení) | 1-0 | Athletic Club de Bilbao (femení) | Sant Joan Despí, Catalunya                               |  |
| 1/4 final anada    | 1-0 Elba 41'          |     |                                  | Ciutat Esportiva Joan Gamper Catalunya · Martínez Sáez · |  |

| 23 de maig de 2010 | Athletic Club de Bilbao (femení) | 0-2 | FC Barcelona (femení)                        | Bilbao, País Basc                                        |  |
| 1/4 final tornada  |                                  |     | 0-1 Olga García 71'; 0-2 Melanie Serrano 79' | Estadi de San Mamés (1913) País Basc · Isturiz Latorre · |  |

| 2 de juny de 2010 | RCD Espanyol (femení) | 1-0 | FC Barcelona (femení) | Basauri, País Basc                                      |  |
| Semifinal         | 1-0 Mery 70'          |     |                       | Camp Artunduaga País Basc · Ander Zarrabeitia Arrieta · |  |

| 4 de juny de 2010 | FC Barcelona (femení)                            | 3-0 | AD Torrejón Club de Fútbol (femení) | Basauri, País Basc                                  |  |
| 3r i 4t lloc      | 1-0 Ani 48', 2-0 Doblado 88', 3-0 Marta Cubí 91' |     |                                     | Camp Artunduaga País Basc · Aretxabaleta Sarasola · |  |

### Torneig de Getxo
| 2 d'abril de 2010 | Zaragoza Club de Fútbol Femenino | 0-5 | FC Barcelona (femení) | Getxo, País Basc            |  |
| Jornada 2 Grup A  |                                  |     |                       | Estadi de Bolue País Basc · |  |

| 2 d'abril de 2010 | Rayo Vallecano (femení) | 1-0 | FC Barcelona (femení) | Getxo, País Basc            |  |
| Jornada 3 Grup A  |                         |     |                       | Estadi de Bolue País Basc · |  |

| 3 d'abril de 2010 | Athletic Club de Bilbao (femení) | 0-1 | FC Barcelona (femení) | Getxo, País Basc            |  |
| 3r i 4t lloc      |                                  |     |                       | Estadi de Bolue País Basc · |  |